# 比尤納維斯塔 (新墨西哥州)
比尤納維斯塔（英語：Buena Vista）是位於美國新墨西哥州莫拉縣的非建制地區。

## 歷史
比尤納維斯塔的郵局自1923年營運至今。

## 地理
比尤納維斯塔所處的海拔為高於海平面2130米（即6988英呎），而該地所採用的時區為UTC-7，即北美山地时区（MST）。同時該地設有夏令時間，為UTC-7調快一小時，即UTC-6（MDT）。